# Bagisara erecta
Bagisara erecta är en fjärilsart som beskrevs av Walker 1857. Bagisara erecta ingår i släktet Bagisara och familjen nattflyn. Inga underarter finns listade i Catalogue of Life.